# 霍蒂姆利亞 (丘胡伊夫區)
50°1′22″N 36°52′33″E / 50.02278°N 36.87583°E
霍蒂姆利亞（烏克蘭語：Хотімля）是位於烏克蘭東部的村莊，由哈爾科夫州丘胡伊夫区的舊薩爾蒂夫市鎮負責管轄。該村始建於1695年，面積3.09平方公里，海拔高度108米，2001年人口1,351，人口密度每平方公里436.9人。